# Norvegia ai Giochi della XIX Olimpiade
La Norvegia partecipò ai Giochi della XIX Olimpiade che si sono svolti a Città del Messico dal 12 al 27 ottobre 1968, con una delegazione di 46 atleti impegnati in 11 discipline per un totale di 36 competizioni. Portabandiera fu la ventiquattrenne Berit Berthelsen, alla sua seconda Olimpiade, che gareggiò nel salto in lungo e nel pentathlon. Il bottino della squadra, alla sua quattordicesima partecipazione ai Giochi estivi, fu di una medaglia d'oro e una d'argento.

## Medagliere

### Per discipline
| Sport       | Oro | Argento | Bronzo | Totale |
| ----------- | --- | ------- | ------ | ------ |
| Canoa/kayak | 1   | 0       | 0      | 1      |
| Vela        | 0   | 1       | 0      | 1      |
| Totale      | 1   | 1       | 0      | 2      |

### Medaglie
| Medaglia | Atleta                                              | Sport       | Evento                 |
| -------- | --------------------------------------------------- | ----------- | ---------------------- |
| Oro      | Steinar Amundsen Egil Søby Tore Berger Jan Johansen | Canoa/kayak | K4 1000 metri maschile |
| Argento  | Peder Lunde Jr. Per Olav Wiken                      | Vela        | Star                   |